# Sapromyza transformata
Sapromyza transformata är en tvåvingeart som beskrevs av Becker 1908. Sapromyza transformata ingår i släktet Sapromyza och familjen lövflugor.
Artens utbredningsområde är Kanarieöarna. Inga underarter finns listade i Catalogue of Life.